# Bykoviellinae
Bykoviellinae es una subfamilia de foraminíferos bentónicos de la familia Adercotrymidae, de la superfamilia Trochamminoidea, del suborden Trochamminina, y del orden Trochamminida. Su rango cronoestratigráfico abarca desde el Turoniense (Cretácico superior) hasta el actualidad.

## Discusión
Clasificaciones previas hubiesen incluido Bykoviellinae en el suborden Textulariina o en el orden Textulariida. Otras clasificaciones lo han incluido en el orden Lituolida.

## Clasificación
Bykoviellinae incluye a los siguientes géneros:
- Bykoviella †
- Polskiammina
- Sepetibaella

Otro género considerado en Bykoviellinae es:
- Yuanaia †, aceptado como Bykoviella